# Rumour Has It
Rumour has it is een nummer van de Engelse popzangeres Adele.
Rumour has it is de vierde single van het album 21 van Adele. Het nummer is geschreven door Ryan Tedder en Adele zelf. Adele wilde verrassen met een nummer dat geproduceerd werd door Ryan Tedder en ze omschreef het zelf als een 'sort of bluesy-pop stomping song'. Het liedje gaat over vrienden van Adele, die geruchten verspreidden over haar en haar ex-vriend.

## Hitnoteringen

### Nederlandse Top 40
| Hitnotering: 08-10-2011 t/m 03-12-2011 | Hitnotering: 08-10-2011 t/m 03-12-2011 | Hitnotering: 08-10-2011 t/m 03-12-2011 | Hitnotering: 08-10-2011 t/m 03-12-2011 | Hitnotering: 08-10-2011 t/m 03-12-2011 | Hitnotering: 08-10-2011 t/m 03-12-2011 | Hitnotering: 08-10-2011 t/m 03-12-2011 | Hitnotering: 08-10-2011 t/m 03-12-2011 | Hitnotering: 08-10-2011 t/m 03-12-2011 | Hitnotering: 08-10-2011 t/m 03-12-2011 | Hitnotering: 08-10-2011 t/m 03-12-2011 |
| Week:                                  | 1                                      | 2                                      | 3                                      | 4                                      | 5                                      | 6                                      | 7                                      | 8                                      | 9                                      |                                        |
| -------------------------------------- | -------------------------------------- | -------------------------------------- | -------------------------------------- | -------------------------------------- | -------------------------------------- | -------------------------------------- | -------------------------------------- | -------------------------------------- | -------------------------------------- | -------------------------------------- |
| Positie:                               | 34                                     | 34                                     | 25                                     | 25                                     | 22                                     | 21                                     | 22                                     | 23                                     | 30                                     | uit                                    |

### NederlandseSingle Top 100
| Hitnotering: 08-10-2011 t/m 03-12-2011 | Hitnotering: 08-10-2011 t/m 03-12-2011 | Hitnotering: 08-10-2011 t/m 03-12-2011 | Hitnotering: 08-10-2011 t/m 03-12-2011 | Hitnotering: 08-10-2011 t/m 03-12-2011 | Hitnotering: 08-10-2011 t/m 03-12-2011 | Hitnotering: 08-10-2011 t/m 03-12-2011 | Hitnotering: 08-10-2011 t/m 03-12-2011 | Hitnotering: 08-10-2011 t/m 03-12-2011 | Hitnotering: 08-10-2011 t/m 03-12-2011 | Hitnotering: 08-10-2011 t/m 03-12-2011 |
| Week:                                  | 1                                      | 2                                      | 3                                      | 4                                      | 5                                      | 6                                      | 7                                      | 8                                      | 9                                      |                                        |
| -------------------------------------- | -------------------------------------- | -------------------------------------- | -------------------------------------- | -------------------------------------- | -------------------------------------- | -------------------------------------- | -------------------------------------- | -------------------------------------- | -------------------------------------- | -------------------------------------- |
| Positie:                               | 73                                     | 54                                     | 70                                     | 52                                     | 79                                     | 89                                     | 71                                     | 94                                     | 86                                     | uit                                    |

### VlaamseUltratop 50
| Hitnotering: 11-02-2012 | Hitnotering: 11-02-2012 | Hitnotering: 11-02-2012 |
| Week:                   | 1                       |                         |
| ----------------------- | ----------------------- | ----------------------- |
| Positie:                | 46                      | uit                     |

### VlaamseRadio 2 Top 30
| Hitnotering: 04-02-2012 t/m 30-06-2012 | Hitnotering: 04-02-2012 t/m 30-06-2012 | Hitnotering: 04-02-2012 t/m 30-06-2012 | Hitnotering: 04-02-2012 t/m 30-06-2012 | Hitnotering: 04-02-2012 t/m 30-06-2012 | Hitnotering: 04-02-2012 t/m 30-06-2012 | Hitnotering: 04-02-2012 t/m 30-06-2012 | Hitnotering: 04-02-2012 t/m 30-06-2012 | Hitnotering: 04-02-2012 t/m 30-06-2012 | Hitnotering: 04-02-2012 t/m 30-06-2012 | Hitnotering: 04-02-2012 t/m 30-06-2012 | Hitnotering: 04-02-2012 t/m 30-06-2012 | Hitnotering: 04-02-2012 t/m 30-06-2012 | Hitnotering: 04-02-2012 t/m 30-06-2012 | Hitnotering: 04-02-2012 t/m 30-06-2012 | Hitnotering: 04-02-2012 t/m 30-06-2012 | Hitnotering: 04-02-2012 t/m 30-06-2012 | Hitnotering: 04-02-2012 t/m 30-06-2012 | Hitnotering: 04-02-2012 t/m 30-06-2012 | Hitnotering: 04-02-2012 t/m 30-06-2012 | Hitnotering: 04-02-2012 t/m 30-06-2012 | Hitnotering: 04-02-2012 t/m 30-06-2012 | Hitnotering: 04-02-2012 t/m 30-06-2012 | Hitnotering: 04-02-2012 t/m 30-06-2012 |
| Week:                                  | 1                                      | 2                                      | 3                                      | 4                                      | 5                                      | 6                                      | 7                                      | 8                                      | 9                                      | 10                                     | 11                                     | 12                                     | 13                                     | 14                                     | 15                                     | 16                                     | 17                                     | 18                                     | 19                                     | 20                                     | 21                                     | 22                                     |                                        |
| -------------------------------------- | -------------------------------------- | -------------------------------------- | -------------------------------------- | -------------------------------------- | -------------------------------------- | -------------------------------------- | -------------------------------------- | -------------------------------------- | -------------------------------------- | -------------------------------------- | -------------------------------------- | -------------------------------------- | -------------------------------------- | -------------------------------------- | -------------------------------------- | -------------------------------------- | -------------------------------------- | -------------------------------------- | -------------------------------------- | -------------------------------------- | -------------------------------------- | -------------------------------------- | -------------------------------------- |
| Positie:                               | 23                                     | 18                                     | 13                                     | 9                                      | 7                                      | 6                                      | 6                                      | 6                                      | 7                                      | 10                                     | 8                                      | 5                                      | 4                                      | 6                                      | 6                                      | 7                                      | 9                                      | 12                                     | 18                                     | 20                                     | 23                                     | 30                                     | uit                                    |

### NPO Radio 2 Top 2000
| Nummer met noteringen in de NPO Radio 2 Top 2000 | '11 | '12 | '13 | '14 | '15 | '16  | '17  | '18  | '19  | '20  | '21  | '22  | '23  | '24  |
| ------------------------------------------------ | --- | --- | --- | --- | --- | ---- | ---- | ---- | ---- | ---- | ---- | ---- | ---- | ---- |
| Rumour Has It                                    | 220 | 277 | 611 | 808 | 756 | 1096 | 1511 | 1180 | 1377 | 1690 | 1137 | 1627 | 1688 | 1453 |

1. ↑  Een vetgedrukt getal geeft de hoogste notering aan.
2. ↑  2011 was het eerste jaar met een notering voor dit nummer.

## Erwin Nyhoff
In de halve finale van tweede seizoen van The voice of Holland zong Erwin Nyhoff op 13 januari 2012 het nummer Rumour has it. Doordat het nummer na de uitzending gelijk verkrijgbaar was als muziekdownload, kwam de single een week later op nummer 73 binnen in de Nederlandse Single Top 100.

### Hitnotering

#### NederlandseSingle Top 100
| Hitnotering: 21-01-2012 | Hitnotering: 21-01-2012 | Hitnotering: 21-01-2012 |
| Week:                   | 1                       |                         |
| ----------------------- | ----------------------- | ----------------------- |
| Positie:                | 73                      | uit                     |